# Antaifasy
De Antaifasy, ook wel Antifasy, Antefasy of Taifasy genaamd, zijn een etnische groep in Madagaskar.

## Verspreiding
Veel Antaifasy leven in het district Farafangana, in het zuidoosten van Madagaskar. Dit is ook het gebied waar de Zafisoro leven, een subgroep van de Antaifasy. Veel Antaifasy zijn naar het noorden en noordoosten getrokken, op zoek naar werk.

## Geschiedenis
Veel etnologen zijn van mening dat Antaifasy een subgroep zijn van de Antaisaka Echter, volgens de legendes van de Antaifasy kwam hun voorvader Ndretsileo van het vasteland van Afrika. Ndretsileo arriveerde aan de zuidoostkust van Madagaskar. Hij en zijn compagnie, de Isoro genaamd, wilden zich vestigen in Ibara, langs de rivier de Menarandra. Dit gebied was echter al in handen van de Bara, een andere etnische groep in Madagaskar.
Tijdens de regering van Ndretsileo's kleinzoon Ndrembolanony verslechterden de relaties tussen zijn volk en de Zafimanely, een Bara-clan. Uiteindelijk besloot Ndrembolanony om verder naar het oosten te trekken. Daar vocht hij samen met de koning van Antevatobe in een burgeroorlog. Ze sloten vervolgens een bondgenootschap en Ndrembolanony huwde de dochter van de koning. Marofela, een van de drie zoons van Ndrembolanony en de prinses, gaf zijn volk de naam Antaifasy, wat 'mensen van het zand' betekent. Hiermee impliceerde hij dat de Antaifasy uiteindelijk zo talrijk als de zandkorrels zou worden.
Rond 1680 raakten de Antaifasy alweer in conflict, deze keer met de Antaimoro. De Antaimoro verkregen een tijd de overmacht, maar de Antaifasy-koning Maseba slaagde erin om zijn volk weer te bevrijden. Ifara, een latere en de meest succesvolle Antaifasy-koning, vestigde zich in de 18e eeuw in Ambaky, de voormalige naam van de huidige hoofdstad Farafangana, langs de rivier de Manampatra. Hij slaagde erin om een monopolie te krijgen over deze rivier en in de handel met de Europeanen, die de oostkust van Madagaskar aandeden.
Ondertussen hadden de nakomelingen van Ndretsileo's compagnie de Isoro zich door conflicten over landverdeling afgesplitst van de Antaifasy en vormden een subclan, de Zafisoro genaamd, wat 'kleinkinderen van Isoro' betekent. 
Tijdens de opkomst van de Merina in de 19e eeuw waren deze conflicten nog steeds aan de gang. De Antaifasy vluchtten in 1852 voor de soldaten van generaal Rainivoninahitriniony naar het eiland Anosinandriamba. Het leger achtervolgden hen op bamboevlotten en veel Antaifasy-mannen werden gedood. De vrouwen en kinderen werden als slaven gevangengenomen. De Antaifasy en de Zafisoro onderwierpen zich uiteindelijk aan de heerschappij van de Merina in de hoop dat hun interne conflicten op deze manier zouden verdwijnen. Toch slaagden de Merina hier niet in. Ook tijdens de overheersing van Frankrijk duurden deze geschillen voort. Grote gevechten tussen de Antaifasy en de Zafisoro vonden plaats in 1922, 1936 en 1990. Na 1990 sloten beide partijen een wapenstilstand, maar kleine vechtpartijen komen nog steeds voor.

## Maatschappij
Tegenwoordig leven veel Antaifasy van de visvangst. Ze hebben een groot respect voor de ouderen in het dorp, die worden geraadpleegd bij veel keuzes in hun leven.